# Fritz Löwe
Fritz Löwe (1874 – 4 de março de 1955) foi um físico alemão. Especialista em óptica, trabalhou na Carl Zeiss em Jena.
Escreveu diversos capítulos no Handbuch der Physik de Geiger/Scheel. Em 1926 foi eleito membro da Academia Leopoldina.